# Chambéry
Chambéry (Savoyaards: Chambèri) is een stad en gemeente in de Franse Alpen. Het is de hoofdstad van het departement Savoie. Op 1 januari 2022 woonden er 60.251 mensen. Chambéry is een van de plaatsen waar de Université de Savoie is gevestigd.
Tussen 1232 en 1562 was Chambéry de hoofdstad van het graafschap Savoye, dat geregeerd werd door het Huis Savoye.

## Topografie
De oppervlakte van Chambéry bedroeg op 1 januari 2022 20,99 vierkante kilometer; de bevolkingsdichtheid was toen 2.870,5 inwoners per km².
Chambéry ligt in een brede vallei in de Franse Vooralpen. Ten zuidwesten ligt de Chartreuse, ten noordwesten een zuidelijke uitloper van de Jura en ten noordoosten de Bauges. Deze drie massieven worden gerekend tot de Vooralpen en worden van de Alpen zelf gescheiden door de geologische lijn van de Sillon Alpin. Deze strategische ligging tussen verschillende dalen en bergmassieven maakt van Chambéry een natuurlijk kruispunt in de (Voor)-Alpen. In de stad vloeien de rivieren Albane en Leysse samen. Chambéry zelf behoort tot het stroomgebied van de Rhône via het Lac du Bourget. Niet ver van Chambéry, een ruime zes kilometer naar het zuidoosten tussen St-Jeoire-Pieuré en Myans, ligt de waterscheiding tussen de Rhône en de Isère. 
De onderstaande kaart toont de ligging van Chambéry met de belangrijkste infrastructuur en aangrenzende gemeenten.

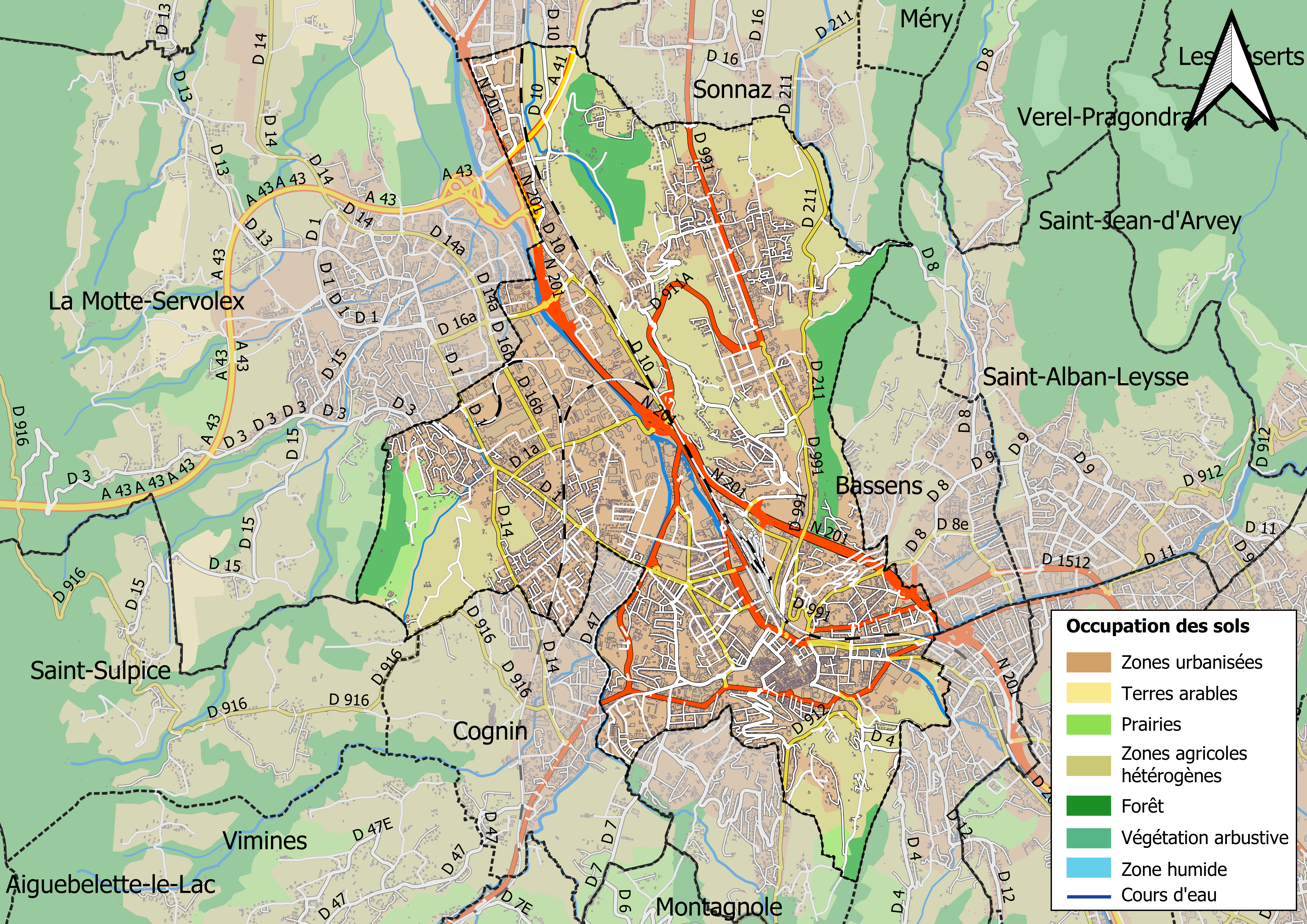

## Geschiedenis

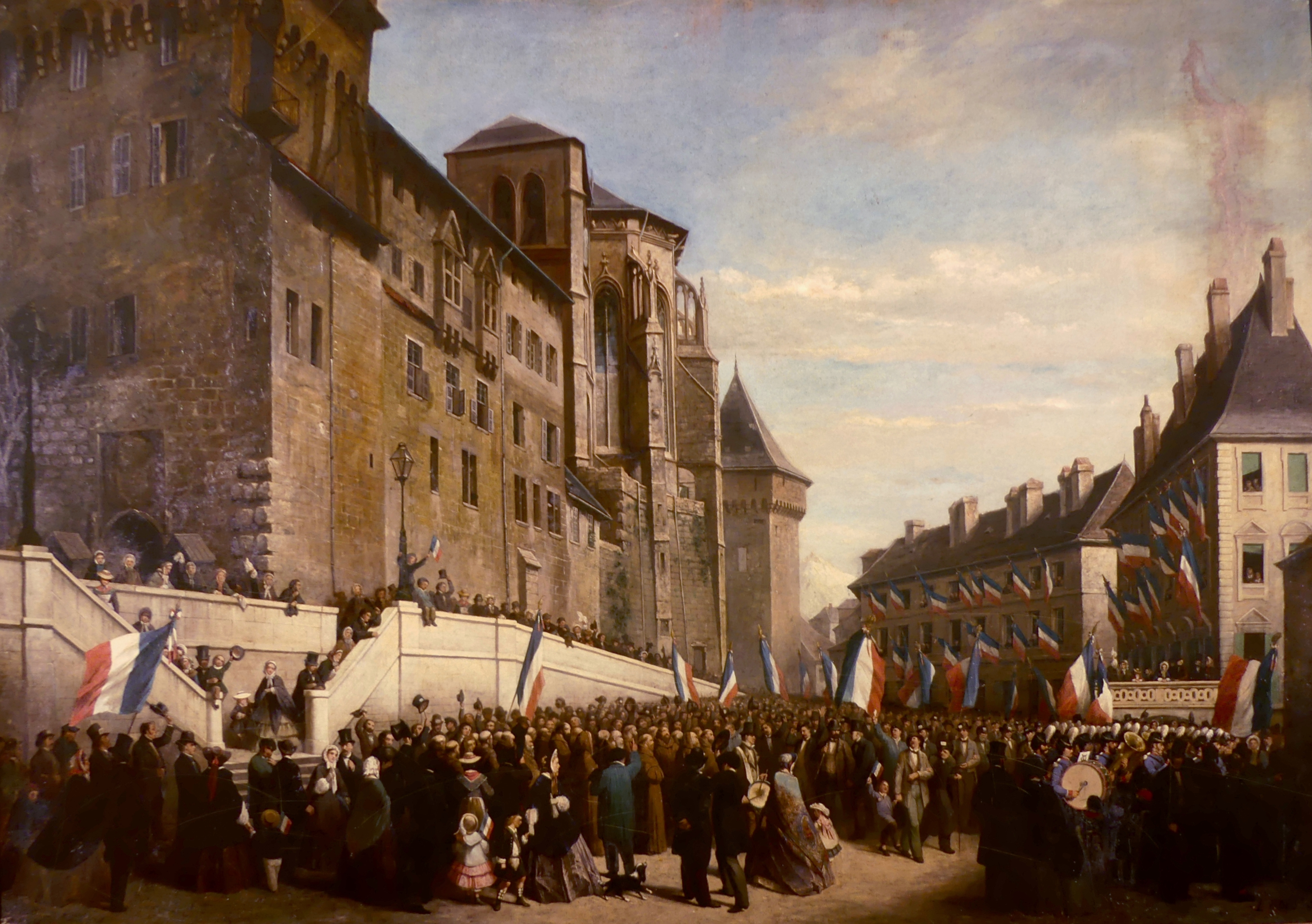
La votation en 1860, schilderij van Louis Houssot dat de viering in Chambéry van de aanhechting van Savoie bij Frankrijk voorstelt

De stad bestond al in de Romeinse tijd, onder de naam Lemencum. In 1232 kocht de graaf van Savoye de heerlijkheid Chambéry. Het was een kleine plaats met een kasteel en ongeveer 2000 inwoners. De graaf van Savoye erkende de gunstige ligging van de stad en maakte van Chambéry zijn nieuwe hoofdstad. In 1295 kocht het huis Savoye ook het kasteel en bouwde dit uit tot een grote burcht en zetel van de grafelijke administratie. Uit deze tijd stamt de huidige naam Cambariacum (Latijn) of Chambéry; de naam Lémenc verdween voorgoed. In de 13e eeuw vestigde zich een kleine Joodse gemeenschap in Chambéry. De Joden waren vooral actief in de geldhandel en woonden aan de voet van het kasteel in de huidige straten Rue Juiverie en Rue Trésorerie. Graaf Amadeus VIII legde de Joden zulke strenge maatregelen op dat de gemeenschap in de 15e eeuw vertrok uit de stad.
Na de Vrede van Cateau-Cambrésis (1559) werd Chambéry bezet door de Fransen. In 1562 verhuisde daarom de hoofdstad naar het veiligere Turijn, in het voordien veroverde Piëmont. Pas na 23 jaar vertrokken de Fransen uit Chambéry. Vanaf 1713 kreeg het huis Savoye een koningstitel toebedeeld (eerst van Sicilië, later van Sardinië). De Savoye, en dus ook de voormalige hoofdstad Chambéry, werd nog steeds geregeerd door het huis Savoye vanuit Turijn en werd nu een deel van het koninkrijk Piëmont-Sardinië.
Na de Franse Revolutie werd Savoye in 1792 door Franse revolutionaire troepen bezet. Het hertogdom Savoye werd omgevormd tot het Franse departement Mont-Blanc, waarvan Chambéry de hoofdstad werd (1792-1815). In 1798, na de bezetting van Genève, werd het gebied verdeeld tussen de departementen Léman en Mont-Blanc. Door het Congres van Wenen (1814-1815) kwamen Savoye, Piëmont en Nice opnieuw onder het koninkrijk Sardinië. 
In 1860 kwam Chambéry definitief bij Frankrijk, toen het hertogdom Savoye bij het Verdrag van Turijn door Frankrijk werd geannexeerd. De laatste hertog van Savoye Victor Emanuel II werd koning van Italië.
Tijdens de Tweede Wereldoorlog werd de stad deels verwoest.

## Bezienswaardigheden
Chambéry kreeg in 1985 het label Ville d'art et d'histoire.
Het kasteel van de hertogen van Savoye dateert uit de 14e en 15e eeuw en is in de 18e eeuw gerestaureerd en verbouwd. Bij het kasteel hoort een Sainte-Chapelle in flamboyant gotische stijl met een barokke façade. In deze kapel werd tussen 1453 en 1578 de lijkwade van Turijn bewaard.
De kathedraal van Chambéry wordt Métropole genoemd en is een voormalige kloosterkerk. Ze werd gebouwd in de 15e en de 16e eeuw. Zo'n 6000 m² muren en gewelven zijn in trompe-l'oeil beschilderd, voornamelijk architecturaal.
De Fontaine des éléphants (Olifantenfontein) werd in 1838 gebouwd ter herinnering aan de reizen van generaal Benoît de Boigne. Het water komt uit de slurven van vier stenen olifanten. De Boigne financierde verschillende projecten van stadsvernieuwing, waaronder het aanleggen van de Rue de Boigne en het koninklijk theater (1824). Het theater werd later vernoemd naar Charles Dullin (1885-1949), een Frans acteur, producer en regisseur; grondlegger van het Théâtre de l'Atelier te Parijs.

### Galerij

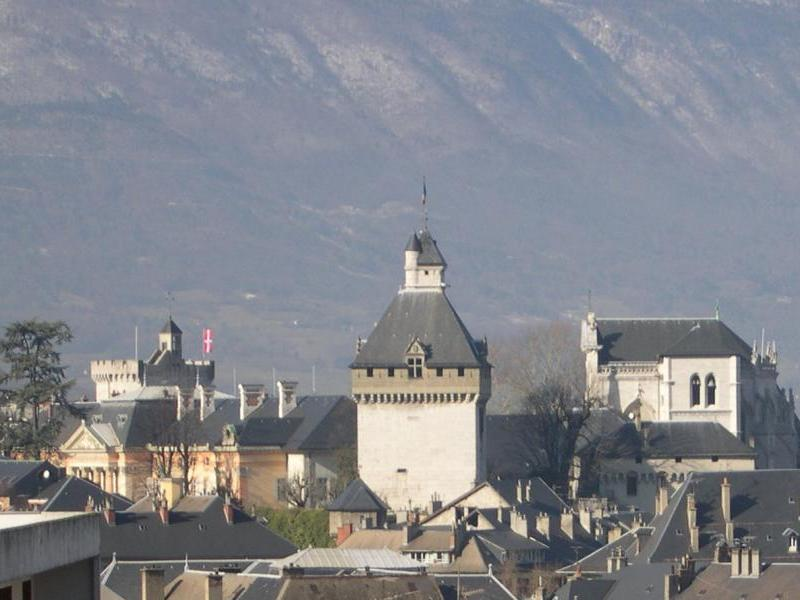
Kasteel van de hertogen van Savoye
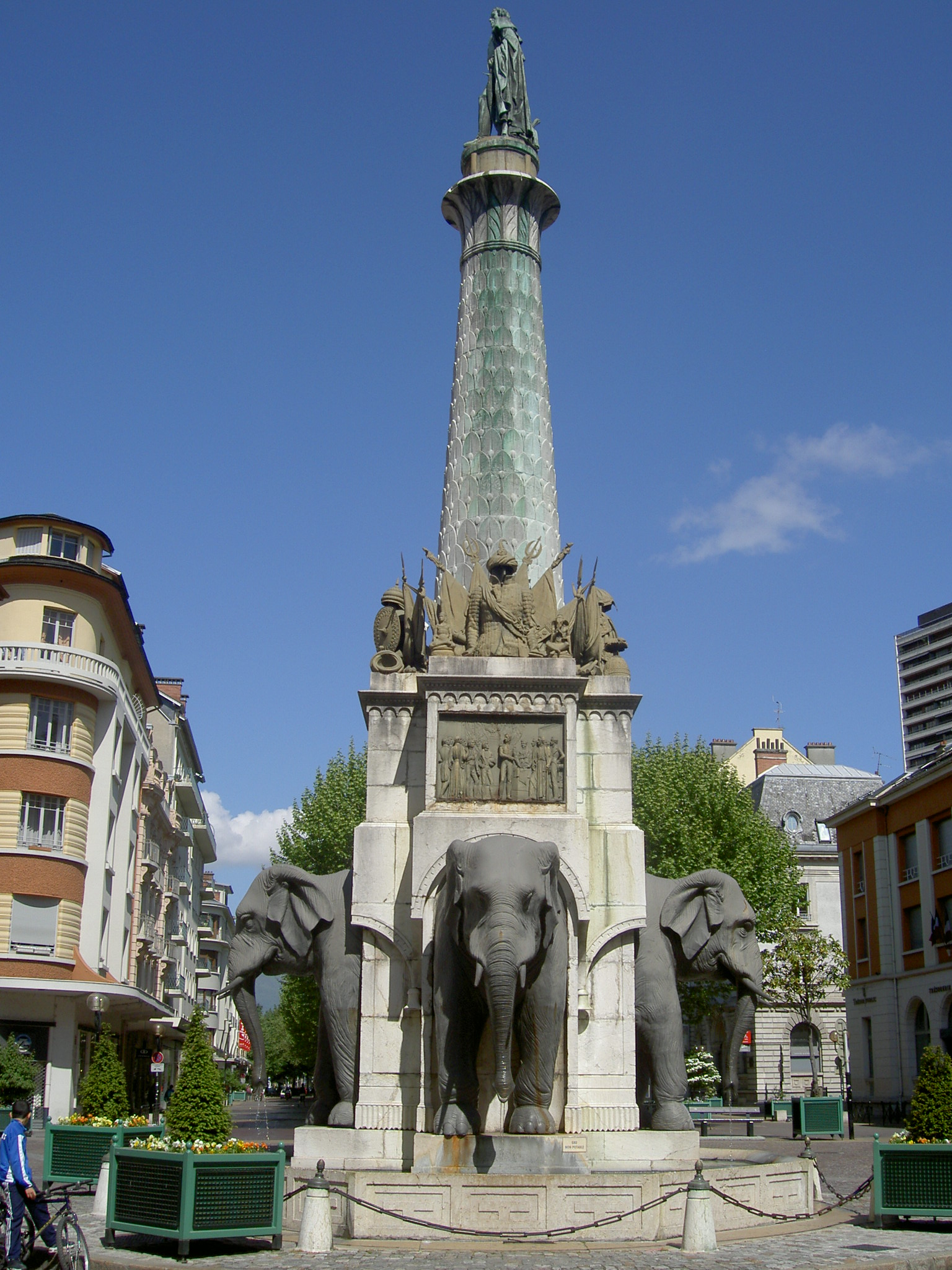
Olifantenfontein in Chambéry
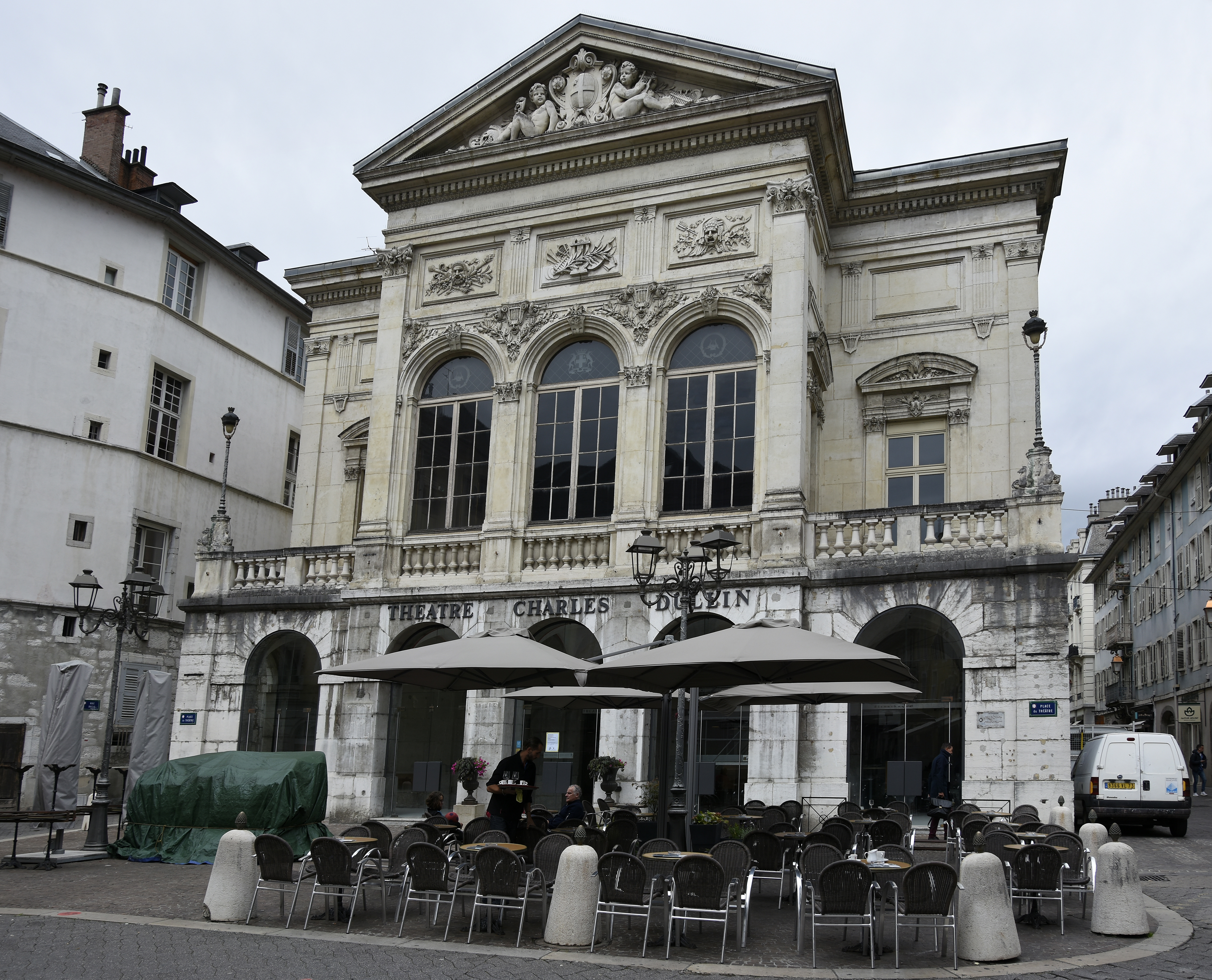
Théâtre Charles Dullin in Chambéry

## Demografie
Onderstaande figuur toont het verloop van het inwonertal (bron: INSEE-tellingen).

## Verkeer en vervoer

### Spoorweg
In de gemeente ligt spoorwegstation Chambéry-Challes-les-Eaux. Het station heeft een centrale ligging in het spoorwegennet in de Franse Alpen en ook de nieuwe HST-lijn tussen Lyon en Turijn zal langs Chambéry passeren.

### Wegvervoer
De autosnelwegen A41 en A43 zijn ter hoogte van Chambéry onderbroken. Enkel een stedelijke weg dwars door de agglomeratie verbindt de A41-noord en A43-west in het noorden van de stad met de A41-zuid en de A43-oost in het zuiden van de stad. Deze N201 of voie rapide urbaine is ongeveer twaalf kilometer lang en werd ingehuldigd in 1982. Er bestonden plannen om beide delen van de A43 met elkaar te verbinden door middel van een tracé dat voor een deel uit één of meerdere tunnels zou bestaan. Vanwege de hoge kosten werd er in 2014 definitief afgezien van deze plannen. Het doorgaand verkeer tussen A41-noord en A43-west enerzijds en A41-zuid en A43-oost anderzijds zal de stad blijven doorkruisen via de N201, maar er zal wel meer ingezet worden op een modal shift naar de spoorweg, met onder meer het HST-project Lyon-Turijn.

### Vliegverkeer
De luchthaven van Chambéry, de Aéroport de Chambéry-Savoie, ligt ten noorden van de stad en is de belangrijkste luchthaven voor bestemmingsverkeer naar de Franse Alpen.

## Sport
De professionele wielerploeg AG2R La Mondiale heeft haar hoofdkwartier in Chambéry. Chambéry was drie keer etappeplaats in de Tour de France. In 1996 en 2010 startte er een in etappe. In 2017 was Chambéry aankomstplaats van de door de Colombiaan Rigoberto Urán gewonnen etappe. In 1989 werd het WK Wielrennen in Chambéry verreden. Bij de beroepsrenners won de Amerikaan Greg LeMond.

## Zusterstad
- Ouahigouya (Burkina Faso)

## Bekende inwoners van Chambéry
Jean-Jacques Rousseau bracht enkele jaren door bij Madame de Warens in het buitenhuis Les Charmettes in Chambéry. Naar hem is de mediatheek van Chambéry genoemd.

### Geboren
- Amadeus VIII van Savoye (1383-1451), tegenpaus (Felix V)
- Emanuel Filibert van Savoye (1528-1580), hertog van Savoye en landvoogd van de Habsburgse Nederlanden
- Eugenius Maurits van Savoye-Carignano (1635-1673), graaf van Soissons en Dreux
- Benoît de Boigne (1751-1830), militair en avonturier
- François Amédée Doppet (1753-1799), Frans natuurkundige en generaal
- Joseph de Maistre (1753-1821), Savoyaards politicus, schrijver en filosoof
- Joseph-François Rabanis (1801-1860), historicus
- Federico Luigi Menabrea (1809-1896), Italiaans politicus en diplomaat
- Michel de Certeau (1925-1986), historicus, filosoof, theoloog en psychoanalyticus
- Vincent Lavenu (1956), wielrenner en wielerploegleider
- Mathieu Bozzetto (1973), snowboarder
- Fabrice Fiorèse (1975), voetballer
- Renaud Capuçon (1976), violist
- Nicolas Inaudi (1978), wielrenner
- Jean-Charles Sénac (1985), wielrenner
- Alexis Bœuf (1986), biatleet en langlaufer
- Olivier Giroud (1986), voetballer
- Michaël Rossi (1988), autocoureur
- Jimmy Cabot (1994), voetballer
- Bastien Tronchon (2001), wielrenner

### Overleden
- Humbert III van Savoye (ca. 1136-1188), graaf van Savoye
- Françoise-Louise de Warens (1699-1762), weldoenster, tutor en minnares van de filosoof en schrijver Jean-Jacques Rousseau